# Ringsted Idrætsforening
Ringsted Idrætsforening er en idrætsforening beliggende i Ringsted kommune stiftet 24. februar 1890 under navnet Ringsted Idrætsklub. I 1892 skiftede foreningen navn til Ringsted Sportsklub. Dette navn blev brugt frem til 1910, hvor det nuværende navn blev taget i brug ved sammenlægning af en række små foreninger i Ringsted. Foreningen har cirka 2150 medlemmer fordelt på 11 forskellige afdelinger: atletik, badminton, basketball, boksning, cricket, damefodbold, herrefodbold, gymnastik, volleyball og vægtløftning under navnet Ringsted Vægtløftning.

## Atletik
Atletik afdelingen blev oprettet i 1910. Den har i dag sin hjemmebane på Ringsted Atletikstadion i Ringsted Sportcenter som fik kunstofbelægning i midten af 1980'erne. Klubben har haft en OL-deltager; Henrik Sørensen i 1920 og fire danske mestre; Svend Klint vandt klubbens første da han 1917 vandt 100 meter, Henrik Sørensen vandt 5000 meter 1921, Aage Christiansen vandt diskoskast 1932 og Jens Smedegaard vandt 100- og 200 meter 1975, han deltog samme år i JVM. Hanne Kjærsgård deltog i cross VM 1985.

## Basketball
Ringsteds lokale basketball forening, Ringsted RATS Basketball, blev officielt etableret i juli 1995 og har i dag omtrent 100 medlemmer. Klubben har igennem tiden holdt til i Ringsted Sportscenter og hallen ved Vigersted Skole, men klubbens nuværende placering er dog i Bengerd Hallen.
RATS tilbyder hold i forskellige aldersgrupper for både piger og drenge.
På ungdomssiden hos drengene spilles der på højeste plan i Danmark - Mesterskabsrækken.

## Gymnastik
Gymnastikafdeling blev oprettet i 1890 og har i dag ca 850 medlemmer. I Spring-rytme gymnastik har klubben altid har været med helt fremme, således har herreholdet i mere end ti år ligget i 1. division.

## Herrefodbold
Herrefodboldafdelingen har cirka 400 medlemmer og det bedste hold er placeret i Sjællandsserien.
Efter i mange år, at have placeret i de lavere rangerede rækker, formåede Ringsted IF i 1989 at rykke op i 3. division. I 1991 var klubben ude i oprykningskampe om at rykke op i 1. division – dette mislykkedes dog, da man tabte over to kampe til Nr. Aaby. Det følgende år rykkede man ned i Danmarksserien, hvor man blev i 4 sæsoner, indtil en stor nedtur begyndte. Denne nedtur stoppede først, efter man rykkede ned i Serie 2 i 2003.
Efter at have sluttet på en 2. plads i Serie 1, skulle Ringsted IF ud i en kvalifikationskamp mod Gladsaxe Hero fra Sjællandsserien for at opnå oprykning.
Denne kamp blev spillet på neutral grund på Roskilde KFUM's baner. Kampen endte med en 3-1 sejr til Ringsted, efter forlænget spilletid. Og dermed var Ringsted IF igen at finde i Sjællandsserien. Siden er det gået stødt fremad, efter en 10 plads i sjællandsserien i 2009. I 2010 sluttede man som nr. 3 i Danmarksserien, dette betød at man skulle møde Tarup-Paarup IF i kampen om oprykning. Oprykningen kom i hus efter en 3-2 sejr på Ullerslev Stadion.
I den første sæson i Danmarksserien i mange år sluttede man på en ottendeplads. Året efter tog holdet et spring op og sluttede sæson på en fjerdeplads. I 2012 er man efter første halvdel af sæsonen på en 3 plads, kun to point efter nr. 1.
Ringsted IF's mest kendte spillere er Ulrich Vinzents (Malmö FF), Torben "Toast" Christiansen (tidl. Herfølge) og Jesper Christiansen (OB).
Udover disse spillere er der flere nuværende divisionsspillere, der tidligere har spillet for Ringsted.
Fodboldafdelingen, der blev stiftet 1. maj 1903, kunne fejre 100 års jubilæum i 2003, hvilket blev fejret med en kamp mod det daværende old-boys landshold, som bestod af bl.a. Brian Laudrup og Lars Høgh.
I 2006 formåede Ringsted IF at komme i 2. runde af pokalturneringen under DBU, hvor man undervejs slog Bjæverskov, Præstø, Albertslund IF, Avedøre og BK Viktoria ud, inden man mødte 1. divisionsholdet AB, som man tabte 3-0 til.
Efter at have sluttet på en 2. plads i Serie 1, skulle Ringsted IF ud i en kvalifikationskamp mod Gladsaxe Hero fra Sjællandsserien for at opnå oprykning.
Denne kamp blev spillet på neutral grund på Roskilde KFUM's baner. Kampen endte med en 3-1 sejr til Ringsted, efter forlænget spilletid. Og dermed er Ringsted IF igen at finde i Sjællandsserien.

## Volleyball
Afdelingen har i 2022 ca 40 medlemmer, der spiller indendørs volley i Bengerd Hallen på Ringsted Gymnasium og i Ringstedhallerne, og beachvolley på banerne uden for Ringstedhallerne.
Afdelingen blev optaget i RIF den 11. marts 1970 efter den blev oprettet sidst i 60'erne af en flok lærere.
Den første tid deltog man i Københavnskredsens turnering inden Sjællands Volleyballkreds blev oprettet i 1972.

## Vægtløftning
Ringsted Vægtløftning blev stiftet den 16. oktober 1968. Klubben har omkring 120 medlemmer.

## Ekstern kilde/henvisning
- Ringsted IF's officielle hjemmeside
- Ringsted IF's herrefodbold afdelings officielle hjemmeside
- Ringsted Volley
- DAF i tal – Ringsted IF Arkiveret 23. september 2011 hos  Wayback Machine